# 33714 Sarakaufman
33714 Sarakaufman è un asteroide della fascia principale. Scoperto nel 1999, presenta un'orbita caratterizzata da un semiasse maggiore pari a 2,4074221 UA e da un'eccentricità di 0,0972401, inclinata di 5,47852° rispetto all'eclittica.